# Nanna Gotfredsen
Nanna Gotfredsen, née le 11 mars 1969 à Haderslev (Danemark), est une femme politique danoise, membre des Modérés.

## Biographie
Nanna Gotfredsen est diplômée en droit à l'université de Copenhague en 2000. Elle fonde en 1999 Gadejuristen ("le juriste de la rue"), une organisation non lucrative d'aide juridique.
En juin 2022, elle est investie comme candidate aux élections législatives par les Modérés, le nouveau parti centriste fondé par l'ancien Premier ministre Lars Løkke Rasmussen. Elle est élue députée au Folketing lors des élections du 1er novembre 2022.
En juin 2023, elle fait l'objet d'une enquête pour un possible détournement de fonds lorsqu'elle dirigeait Gadejuristen. L'enquête est close en mars 2024.
En mars 2025, elle annonce sa candidature aux élections municipales de novembre à Copenhague.